# 부산서원 고문서
부산서원 고문서는 대한민국 충청남도 부여군 부여읍 동남리에 있는 부산서원에 관계된 조선시대의 고문서이다.
2004년 12월 22일 부여군의 향토문화유산 제68호 부여 부산서원 고문서로 지정되었다가, 2014년 9월 1일 충청남도의 문화재자료 제420호로 승격, 지정되었다.

## 개요
부산서원은 조선 인조․효종 대에 정계와 학계에서 활약한 신독재 김집 선생과 백강 이경여 선생의 위패를 모신 서원으로 1719년에 부여지역 유림들의 공론에 의해 창건되었으며 창건된 해에 왕으로부터 사액하여 부산서원이 되었다.
김집선생을 이곳에 배향하게 된 계기는 부여현감을 역임한 인연에서 비롯된 것으로 보이며 이경여 선생은 전주이씨 가문으로 부여의 대표적인 사족으로 일찍이 문과로 출사하여 영의정까지 오르고 말년에 이곳 부여에 낙향하여 여생을 보냈으므로 그 덕행을 추모하여 서원에 배향되었다.
부산서원은 이후 수차례 중수되다가 19세기 말 흥선대원군의 서원 정리 정책에 따라 훼철되었다. 이후 1970년대 중반 복설운동이 시작되어 1977년 예산군 덕산면에 위치한 충의사 건물을 본전 건물로 이건하여 복설하였다. 부산서원과 관련한 고문서는 부산서원 창건시 발기인 명단인 부산서원 창건소제명록 및 부산서원의 역대 임원록인 부산서원안 등 29점이 현재 부여 정림사지 박물관에 기탁 보관중에 있다.

## 지정 사유
부산서원 고문서는 서원 소장 다양한 고문서를 보여주고 있다는 점에서 의미가 있으며 특히 충청도 소재 서원에는 소수의 성책고문서류 등을 소장한 경우는 있지만 부산처럼 일괄이라 할 수 있는 다양한 문서를 소장한 경우는 매우 드문 사례로 조선시대 서원 연구 및 사료적 가치가 높아 충청남도 문화재자료로 지정한다.

## 세부 목록
| 번호 | 서명                              | 시기            | 수량                  | 주요 내용 |
| ---- | --------------------------------- | --------------- | --------------------- | --- |
| 1    | 浮山書院刱建所題名錄              | 숙종 29년(1703) | 1冊9張                | 《浮山書院刱建所題名錄》은 1703년 부산서원 창건에 참여한 인사들의 명단이며 《浮山書院重修所題名錄》은 1796년 부산서원 중수에 참여하였던 유사들의 명단 |
| 2    | 浮山書院重修所題名錄              | 정조 20년(1796) | 1冊10張               | 《浮山書院刱建所題名錄》은 1703년 부산서원 창건에 참여한 인사들의 명단이며 《浮山書院重修所題名錄》은 1796년 부산서원 중수에 참여하였던 유사들의 명단 |
| 3    | 浮山書院事蹟                      | 숙종 42년(1716) | 1冊10張               | 표지서명은 《부산서원사적》이나 내용은 1716년 부산서원 임원들의 명단 |
| 4    | 浮山書院院案1                     | 18세기 추정     | 1冊15張               | 《浮山書院院案1》은 1725년(영조1), 1737년(영조13), 1754(영조30)에 작성한 부산서원 임원들의 명단이며 《浮山書院院案2》는 표지서명은 《浮山書院院案》이나 裏題는 《浮山書院院長先生案》으로 夢窩金昌集에서부터 果齋鄭晩錫까지 10명의 역대 원장 명단이 기록 |
| 5    | 浮山書院院案2                     | 1840년 추정     | 1冊                   | 《浮山書院院案1》은 1725년(영조1), 1737년(영조13), 1754(영조30)에 작성한 부산서원 임원들의 명단이며 《浮山書院院案2》는 표지서명은 《浮山書院院案》이나 裏題는 《浮山書院院長先生案》으로 夢窩金昌集에서부터 果齋鄭晩錫까지 10명의 역대 원장 명단이 기록 |
| 6    | 浮山書院規約                      | 19세기 추정     | 1冊9張                | 부산서원의 원규로 10개조에 60항으로 되어 있음 |
| 7    | 浮山書院完文                      | 정조 14년(1790) | 1冊4張                | 표지서명은 《浮山書院完文》이나 내제는 《부산서원절목》임 |
| 8    | 浮山書院節目1                     | 순조 8년(1808)  | 1冊6張                | 1808년(순조8)이후 충청감영에서 부산서원에 발급한 3건의 절목 |
| 9    | 浮山書院節目2                     | 철종 5년(1854)  | 1冊6張                | 1808년(순조8)이후 충청감영에서 부산서원에 발급한 3건의 절목 |
| 10   | 浮山書院完文節目                  | 광무 3년(1899)  | 1冊5張                | 1808년(순조8)이후 충청감영에서 부산서원에 발급한 3건의 절목 |
| 11   | 浮山書院西齋儒案1                 | 철종 10년(1859) | 1冊5張                | 1859년(철종10)년이후 부산서원 서재 유생들의 명단 |
| 12   | 浮山書院西齋儒案2                 | 철종 11년(1860) | 1冊5張                | 1859년(철종10)년이후 부산서원 서재 유생들의 명단 |
| 13   | 浮山書院西齋儒案3                 | 철종 12년(1861) | 1冊4張                | 1859년(철종10)년이후 부산서원 서재 유생들의 명단 |
| 14   | 浮山書院西齋儒案4                 | 철종 14년(1863) | 1冊5張                | 1859년(철종10)년이후 부산서원 서재 유생들의 명단 |
| 15   | 浮山書院儒案(內) 浮山書院儒案(外) | 고종 3년(1866)  | 1冊5張(內) 1冊5張(外) | 1859년(철종10)년이후 부산서원 서재 유생들의 명단 |
| 16   | 扶餘縣浮山書院院生丁卯□□案        | 고종 3년(1866)  | 1冊4張                | 1859년(철종10)년이후 부산서원 서재 유생들의 명단 |
| 17   | 浮山書院田民案                    | 미상            | 1冊8張                | 부산서원의 재정관련 성책고문서이며 《浮山書院田民案》은 부산서원 노비와 토지에 대한 장부, 《浮院典穀文書》은 회계장부, 《良煙保案》은 부산서원 소속 원노비의 명단                                                                                        |
| 18   | 浮院典穀文書                      | 丙午5월         | 1冊13張               | 부산서원의 재정관련 성책고문서이며 《浮山書院田民案》은 부산서원 노비와 토지에 대한 장부, 《浮院典穀文書》은 회계장부, 《良煙保案》은 부산서원 소속 원노비의 명단                                                                                        |
| 19   | 浮山書院良煙保案                  | 戊午8월         | 1冊5張                | 부산서원의 재정관련 성책고문서이며 《浮山書院田民案》은 부산서원 노비와 토지에 대한 장부, 《浮院典穀文書》은 회계장부, 《良煙保案》은 부산서원 소속 원노비의 명단                                                                                        |
| 20   | 尋院錄1                           | 영조 27년(1751) | 1冊27張               | 1751년(영조27)이후 부산서원을 방문하여 사우를 봉심한 사람들의 명단 |
| 21   | 尋院錄2                           | 영조 45년(1769) | 1冊42張               | 1751년(영조27)이후 부산서원을 방문하여 사우를 봉심한 사람들의 명단 |
| 22   | 尋院錄3                           | 정조 21년(1797) | 1冊96張               | 1751년(영조27)이후 부산서원을 방문하여 사우를 봉심한 사람들의 명단 |
| 23   | 鄕案순조                          | 12년(1812)      | 1冊10張               | 1812년(순조12)에 작성된 것으로 부여 유향소를 운영하였던 사족들의 명단 |

## 같이 보기
- 부산서원

## 참고 자료
- 부산서원 고문서 - 국가유산청 국가유산포털